# Burgaltendorf
Burgaltendorf ist ein auf der Ruhrhalbinsel gelegener Stadtteil im Südosten der Stadt Essen. Er ist durch die Ruine der um 1180 erbauten Burg Altendorf, große Wohngebiete und etwas Landwirtschaft geprägt. Am 1. Januar 1970 wurde die selbständige Gemeinde Altendorf (Ruhr) als 48. Stadtteil in die Stadt Essen eingemeindet und in Burgaltendorf umbenannt; denn es gab bereits einen Stadtteil Altendorf.

## Lage
Die einstige Bauerschaft Altendorf befindet sich im Ruhrtal im früheren Grenzgebiet zwischen der Grafschaft Mark, dem Kloster Werden und dem Stift Essen. Mittendrin lag das Haus Altendorf, die heutige Ruine der Burg Altendorf. Die Grenzen des heutigen Stadtteiles berühren Horst, durch die Ruhr getrennt im Norden, Bochum-Dahlhausen im Osten, Hattingen-Niederwenigern im Südosten, Byfang im Südwesten und Überruhr im Westen.

## Geschichte

### Frühgeschichte
Schon vor etwa 10.000 Jahren war die Gegend des heutigen Burgaltendorf besiedelt. Archäologische Funde, wie unter anderem eine Steinaxt aus Amphibolitschiefer, beweisen dies. Für die Zeit 1000 bis 500 vor Christus geben Keramikreste und Pfostenspuren von Häusern Auskunft über Besiedlungen. Etwa 1000 Jahre später gab es südlich der Ruhr eine germanische Ansiedlung. Kurz vorher, Funde weisen darauf hin, waren Römer in diesem Gebiet.

### Mittelalter
In der zweiten Hälfte des 12. Jahrhunderts wurde die Burg Altendorf errichtet. Bis 1180 sind Höfe im Umkreis der Burg entstanden. In der Vogteirolle des Grafen von Isenberg sind um 1220 drei Höfe in Altendorf erwähnt, ebenso 1330 im Kettenbuch liber catenatus der Essener Fürstäbtissin. Allerdings geht man von weiteren Höfen möglicher anderer Herren aus. Der Name Altendorf wird in einer Urkunde des Kölner Erzbischof Rainald von Dassel 1166 als villa aldendorpe erstmals genannt. Darin legte er den Streit mehrerer umliegender Ortschaften bezüglich des zu zahlenden Zehnten an das Stift bei, in dem er diese neu festlegt. 1486 werden im Schatzbuch der Grafschaft Mark 14 Höfe gezählt, doch hier fehlen die, die nicht den Herren von Mark steuerpflichtig waren.
Der ursprüngliche Name Altendorf stammt von den Herren von Altendorf. Sie waren von niederem Adel und als Droste für die Küche der Essener Fürstäbtissin und den Essener Markt zuständig. Die Fürstäbtissin verlieh den Herren von Altendorf ein Dienstmannenwappen mit einer gewissen Anzahl von Pferdepramen auf einem Schild. Diese Pramen waren Klemmen aus Metall mit innen liegenden Zacken und wurden beim Wildpferdefang auf die Nüstern geklemmt, um die Pferde damit gefügig zu machen. Die Herren von Altendorf jagten aber niemals Wildpferde. Dennoch weist auch das heutige Wappen Burgaltendorfs drei Pramen auf rotem Schild auf.

### Wappen
Blasonierung: „In Silber (Weiß) drei aufrechte schwarze Pferdeprammen mit Kordeln im Verhältnis 2:1.“
Das Wappen wurde von Kurt Schweder entworfen und hatte nie offiziellen Charakter. Ende der 1980er Jahre schuf der Heraldiker für alle Essener Stadtteile Wappen. Sie sind inzwischen von der Essener Bevölkerung gut angenommen worden.

Das Wappen ist abgeleitet vom Wappen der Burgherren von Altendorf, welche allerdings drei silberne Pferdeprammen im roten Schild führten; die verwandten Herren von Horst führten im silbernen Schild drei rote Prammen. Als Ordensritter im Osten führte eine Linie derer von Altendorf genau dieses Wappen; drei schwarze Prammen in Silber. Auch die benachbarten Herren von Holtey zu Burg Holtey führten drei (2:1) Prammen im Wappen, nur waren diese rot im goldenen Schild.

Wappen der Gemeinde Burgaltendorf
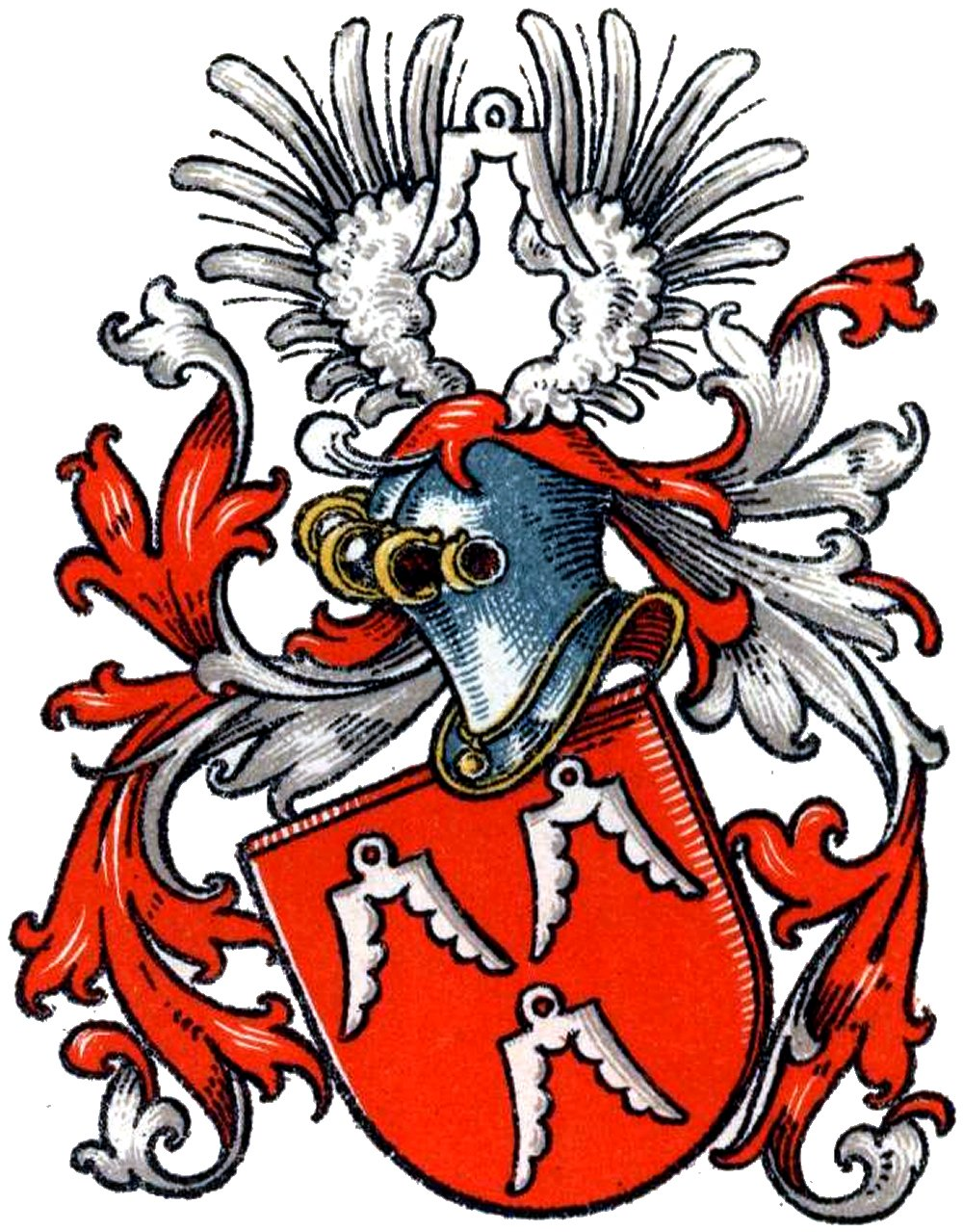
Stammwappen der Burgherren von Altendorf
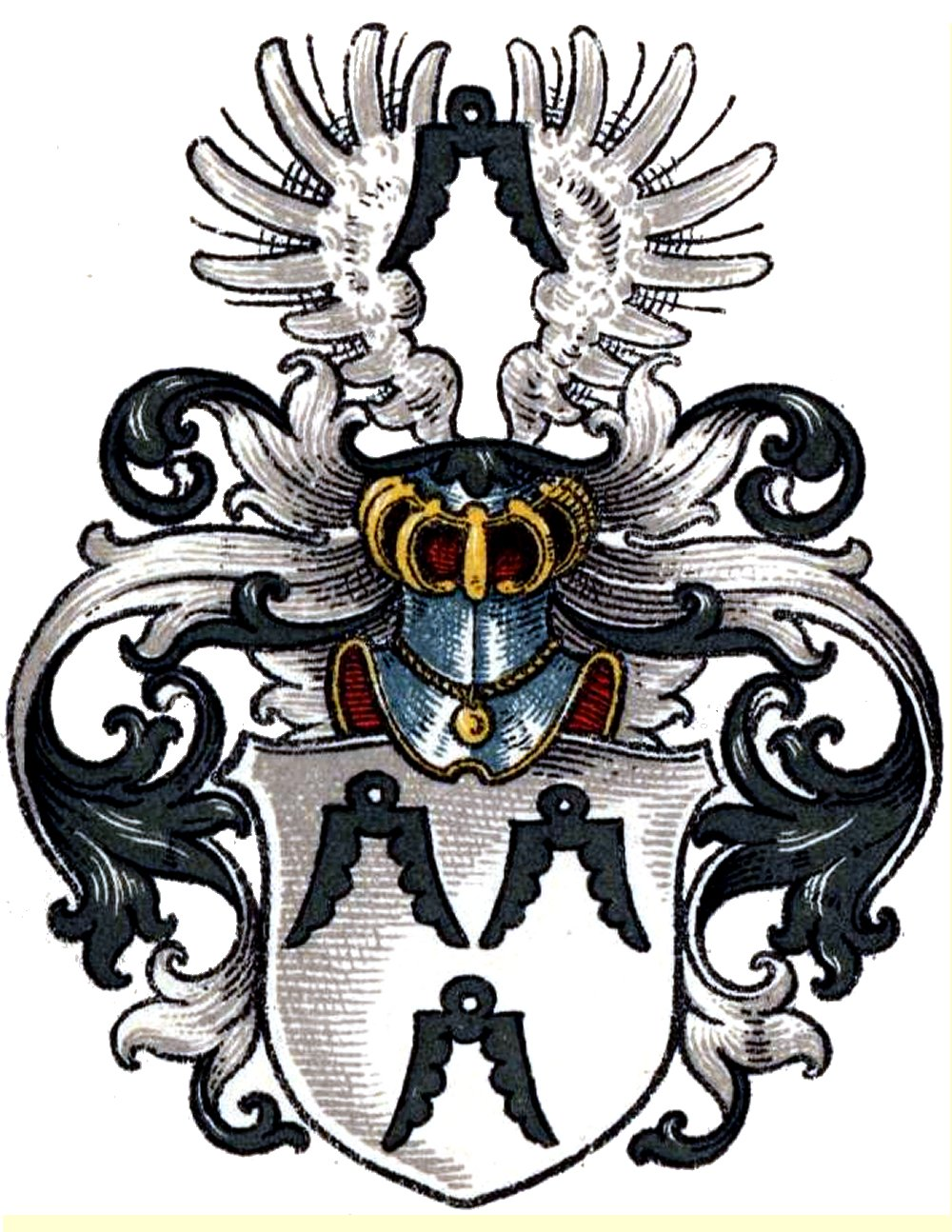
Wappen der baltischen Herren von Altendorf
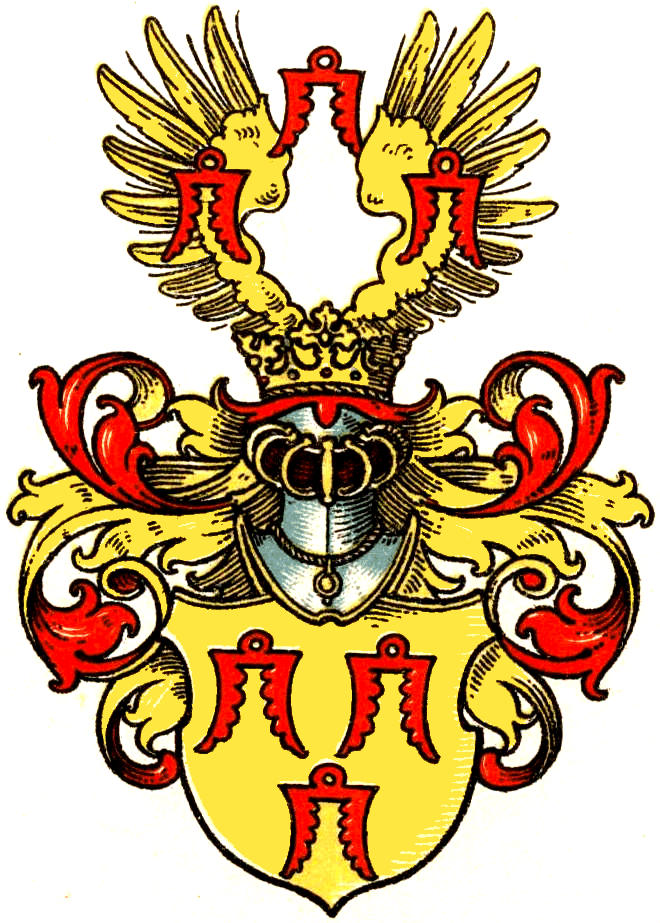
Wappen der Herren von Holtey

### Bergbau
Um 1500 ist der Einsatz von Steinkohle in der Burgschmiede und -küche von Burg Altendorf nachgewiesen. Allerdings ist die Kohlengräberei als Vorläufer des Ruhrbergbaus wesentlich älter. Mit der Ruhrschifffahrt gegen Ende des 18. Jahrhunderts und dem späteren Bau der Eisenbahn bekam der Bergbau immer mehr Bedeutung, so dass es erst Erbstollen und dann Tiefbauschächte gab. In der Zeche Altendorf Tiefbau wurde im Jahre 1867 bereits der erste Presslufthammer im Bergbau verwendet. Die 1968 als letzte in Altendorf geschlossene Zeche Theodor hatte mit 1060 Metern den tiefsten Schacht aller Zechen an der Ruhr.

### Eisenbahn
Der Bahnhof Altendorf (Ruhr) wurde am 1. Juli 1879, etwa ein Jahr nach Streckeneröffnung für den Kohlenverkehr, auch für den Personenverkehr eröffnet und am 31. Mai 1959 für den Personenverkehr stillgelegt. Er gehörte zur Bahnstrecke Mülheim-Heißen–Altendorf (Ruhr) sowie zur Mittleren Ruhrtalbahn. 1879 ging die Eisenbahnbrücke Dahlhausen über die Ruhr nach Dahlhausen in Betrieb. 1945 wurde sie von den Deutschen gesprengt und 1951 eingleisig wieder in Betrieb genommen. Sie ist heute noch eingleisig ohne Gleise erhalten.

### Kirchen

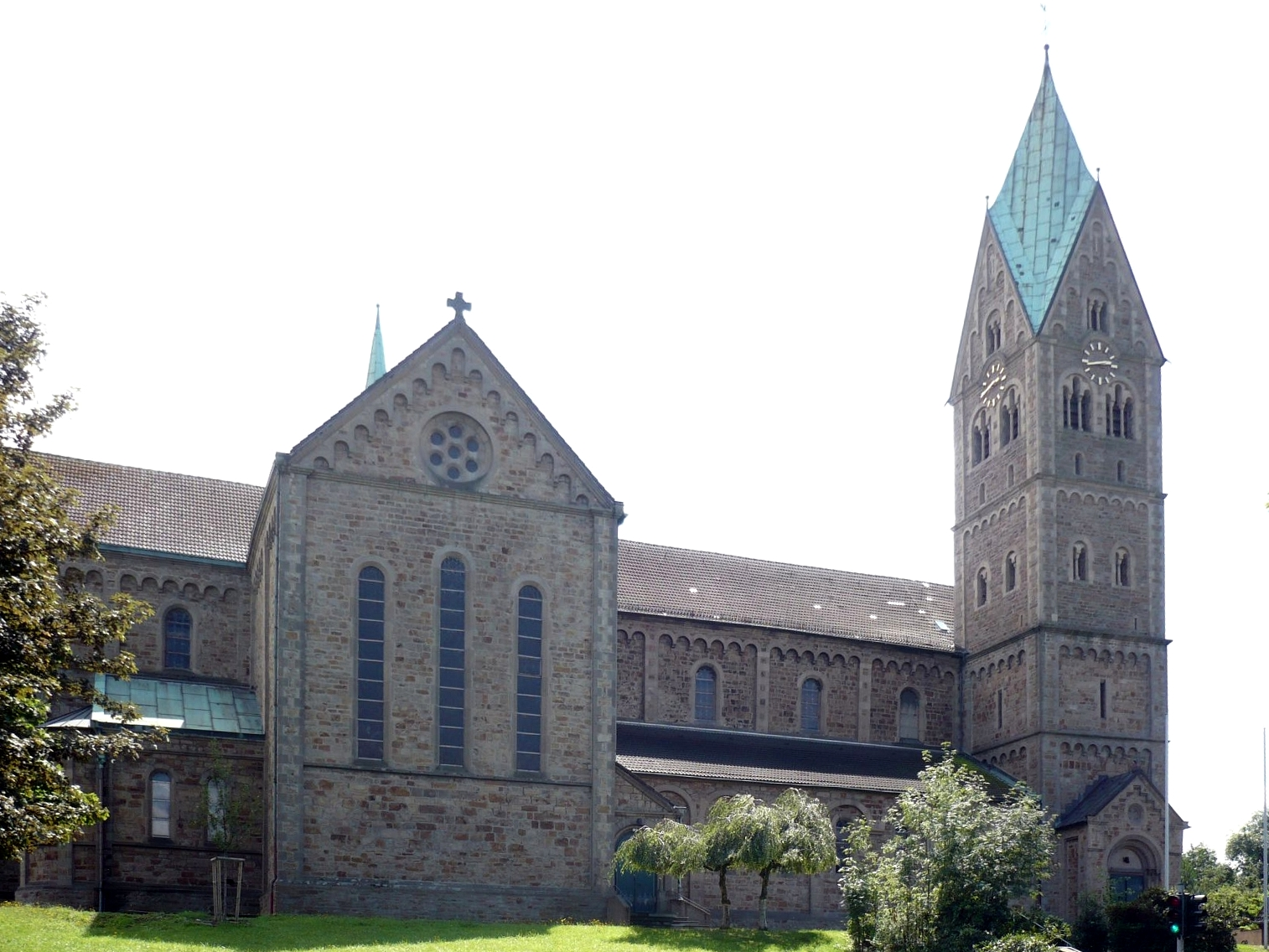
Herz-Jesu-Kirche

Um 1147 wurde die St.-Mauritius-Kirche im benachbarten Niederwenigern erstmals erwähnt. Zum Kirchspiel Niederwenigern zählte auch der Ort Altendorf. Die Altendorfer nutzten noch bis Ende des 19. Jahrhunderts die St.-Mauritius-Kirche, die als Filialkirche der Eigenkirche im Reichshof Hattingen aus dem 10. Jahrhundert entstand, aus der die Kirche St. Georg hervorging. Von 1898 bis 1900 wurde die katholische Herz-Jesu-Kirche aus Ruhrsandstein mit romanischen Stilelementen errichtet. Mit dem Bau der Herz-Jesu-Kirche schied Altendorf aus dem Kirchspiel Niederwenigern aus.
Nachdem die Zahl der evangelischen Bürger immer weiter zugenommen hatte, begann man in Altendorf 1952 mit dem Bau einer evangelischen Kirche, die am 19. Juli 1953 eingeweiht wurde. So wurde auch die evangelische Gemeinde von Niederwenigern unabhängig. Als 1970 aus Altendorf der Essener Stadtteil Burgaltendorf wurde, ging die ehemals zur Westfälischen Kirche gehörende Gemeinde 1971 zur Kirche im Rheinland über. Der Kirchbau musste wegen Bergschäden aufgegeben werden, so dass am 4. September 1988 die neue Jesus-lebt-Kirche eingeweiht werden konnte.

### Von der Gemeinde zur Eingemeindung
Der Ort Altendorf gehörte seit Anfang des 13. Jahrhunderts bis zum Ende des Kaiserreiches 1918 zur Grafschaft Mark und somit durch Erbgang ab 1609 zu den Kurfürsten von Brandenburg, den späteren Königen von Preußen. Zuständig war der Amtmann in Blankenstein (Burg). Von 1753 bis 1806 dem Landkreis Hörde zugeteilt, kam der Ort nach dem napoleonischen Zwischenspiel von 1806 bis 1813 im Jahr 1815 zum Kreis Bochum. 1885 wurde die Gemeinde dem Kreis Hattingen zugeteilt. Danach gehörte sie ab 1929 dem neuen Ennepe-Ruhr-Kreis an. Die Gemeinde Altendorf wurde am 1. Januar 1970 nach Essen eingemeindet und, da es schon einen Stadtteil Altendorf gab, am 25. März 1970 in Burgaltendorf umbenannt.

### Weitere Eckdaten
1846 wurde erstmals Schulunterricht in Altendorf erteilt, und zwar zunächst in der Gaststätte Mintrop im Schwarzensteinweg. Damit entfiel erstmals der lange Weg der Kinder zum Unterricht nach Niederwenigern. 1858 wurde auf dem Gelände der Vorburg die katholische Burgschule aus alten Burgsteinen errichtet. 1876 eröffnete die Buschschule an der Schulstraße, heutige Mölleneystraße. 1899 kam an der Kohlenstraße eine evangelische Schule dazu.
Die Eggemannsche Schwimmbrücke und die Schwimmbrücke Holtey wurden in den Jahren 1898 bis 1901 errichtet. So konnten Altendorfer Arbeiter auch nach Horst oder Dahlhausen gelangen. Da jede Person pro Überquerung fünf Pfennige bezahlen musste, nannte man sie im Volksmund die Fünf-Pfennigs-Brücken.
Den Ehrenbürgerbrief der selbständigen Gemeinde Altendorf/Ruhr erhielt Wilhelm Mölleney zu seinem 75. Geburtstag. Nach Praxisübernahme seines Vaters war er Arzt am katholischen Elisabeth-Hospital im benachbarten Niederwenigern, Leiter der Sanitätskolonne, Mitglied der Gemeindevertretung und erster Vorsitzender des Kirchbauvereins. Am 22. Dezember 1902 wurde er in den Kirchenvorstand der neuen Herz-Jesu-Kirche gewählt. Am 23. März 1913 starb Mölleney, und 1925 wurde die damalige Schulstraße in Burgaltendorf in Mölleneystraße nach ihm umbenannt.
Im Ersten Weltkrieg verloren 112 Altendorfer Bewohner ihr Leben. Im Zweiten Weltkrieg fielen mehr als 230 Altendorfer, oder sie blieben vermisst. Die großen Bombardements erreichten mehr die großen Zentren von Essen und Bochum. Auch in Altendorf wurden Zwangsarbeiter, und zwar in Bergbau und Landwirtschaft, eingesetzt.

## Bevölkerung
Am 31. März 2025 lebten 9.253 Einwohner in Burgaltendorf.
Strukturdaten der Bevölkerung in Burgaltendorf (Stand: 31. März 2025):
- Bevölkerungsanteil der unter 18-Jährigen: 15,2 % (Essener Durchschnitt: 16,9 %)[8]
- Bevölkerungsanteil der mindestens 65-Jährigen: 29,6 % (Essener Durchschnitt: 21,7 %)[9]
- Ausländeranteil: 4,4 % (Essener Durchschnitt: 20,6 %)[10]

## Infrastruktur
Burgaltendorf ist hauptsächlich geprägt von Landwirtschaft und lockerer Wohnbebauung in kleineren Ein- und Mehrfamilienhäusern. Eine Ausnahme bildet das Hochhaus an der Kohlenstraße.
Der Stadtteil besitzt eine städtische Grundschule an der Alten Hauptstraße mit Abzweig an der Holteyer Straße, eine städtische Förderschule mit dem Förderschwerpunkt geistige Entwicklung (Comenius-Schule) und je einen städtischen, einen katholischen und einen evangelischen Kindergarten (Die Kinderarche). Des Weiteren gibt es eine 1894 gegründete Freiwillige Feuerwehr. Ein Ortskern fehlt, jedoch dient die Alte Hauptstraße in Teilen als Geschäftsstraße.